# Cliff Edwards
Cliff Avon Edwards, född 14 juni 1895 i Hannibal, Missouri, död 17 juli 1971 i Hollywood i Los Angeles, också känd som "Ukulele Ike", var en amerikansk sångare, skådespelare, ukulelespelare och underhållare. Edwards var mycket populär under 1920- och tidiga 1930-talet, hans specialitet var att göra jazziga versioner av populärmusik. Han hade också en stor hit med låten "Singin' In The Rain" 1929. Han verkade även som röstskådespelare i animerade filmer och är främst känd för att ha givit sin röst till Benjamin Syrsa i Walt Disneys Pinocchio (1940) och Pank och fågelfri (1947).

## Biografi
Edwards storhetstid inföll under 1920-talet då han uppträdde på kända vaudevilleteatrar och revyer som Ziegfeld Follies i New York samt gjorde ett stort antal skivinspelningar för bland annat Pathé (och dess underetikett Perfect). På dessa skivor finns bland annat tidiga exempel på hans instrumenthärmande scatsång.
Med början 1929 och under 1930-talets början medverkade han i en rad filmer för främst Metro-Goldwyn-Mayer. Han arbetade också inom radio, men generellt dalade hans stjärna under 1930-talet, och under detta och följande decennium gick han i personlig konkurs inte mindre än fyra gånger. Han fortsatte dock att göra spridda filmroller, och fick inte minst en stor framgång 1940 som rösten till Benjamin Syrsa i Walt Disneys Pinocchio, där han bland annat sjöng Ser du stjärnan i det blå?
Edwards gifte sig för första gången 1919 med Gertrude Ryrholm, de skilde sig fyra år senare. Han gifte sig sedan med Irene Wylie 1923, de skiljde sig 1931. År 1932 gifte han sig för tredje och sista gången, med skådespelaren Judith Barrett. Makarna skilde sig 1936. Han fick inga barn i några av äktenskapen.
Under sina sista år levde Edwards i fattigdom, och då han avled på ett sjukhem 1971 skänktes hans kropp först som studieobjekt till ett universitet, men räddades genom att företaget Disney löste ut kroppen och betalade för begravningen.

## Filmografi (i urval)
- Hollywood-revyn 1930 (1929)
- Lord Byron of Broadway (1930)
- Don Juan i pyamas (1931)
- Saratoga (1937)

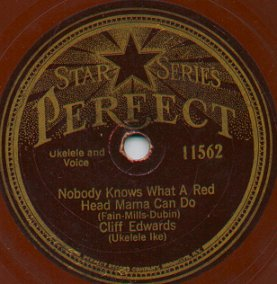
Skivinspelning med Cliff Edwards från 1925 på bolaget Perfects särskilda "stjärnetikett".

- Flickan från gyllene västern (1938)
- Borta med vinden (1939)
- Efterlyst av polisen (1940)
- Det ligger i blodet (1940)
- Millionaires in Prison (1940)
- She Couldn't Say No (1940)
- Pinocchio (1940) (röst)
- Dumbo (1941) (röst)
- The Monster and the Girl (1941)
- Cliff Edwards and His Buckaroos (1941) (kortfilm)
- Fighting Frontier (1943)
- Falken slår till (1943)
- The Avenging Rider (1943)
- Pank och fågelfri (1947) (röst)
- The Cliff Edwards Show (1949) (TV-serie)
- Walt Disney's Wonderful World of Color (1955-1960) (TV-serie)